# Valmir Sulejmani
Valmir Sulejmani (Großburgwedel, 1 februari 1996) is een Kosovaars-Duits voetballer die bij voorkeur als vleugelspeler speelt. Hij debuteerde in 2013 in het betaald voetbal in het shirt van Hannover 96, waar hij doorstroomde vanuit de eigen jeugdopleiding. Hij tekende er in april 2014 een driejarig contract. In januari 2015 werd Sulejmani verhuurd aan 1. FC Union Berlin.

## Clubcarrière
Sulejmani komt uit de jeugdacademie van Hannover 96. Hij debuteerde voor Hannover 96 in de Bundesliga op 14 december 2013 tegen FC Nürnberg. Hij viel na 74 minuten in voor Artur Sobiech. In die wedstrijd trok Hannover 96 een 3-0 achterstand recht tot een 3-3 gelijkspel. Daarbij had Sulejmani zijn aandeel met een assist op Mame Biram Diouf. De volgende speeldag stond hij in de basiself tegen SC Freiburg, maar werd hij in de rust gewisseld voor Sobiech. In januari 2015 werd Sulejmani verhuurd aan 1. FC Union Berlin.